# Ventiseri
Ventiseri är en kommun i departementet Haute-Corse på ön Korsika i Frankrike. Kommunen ligger i kantonen Prunelli-di-Fiumorbo som tillhör arrondissementet Corte. År 2022 hade Ventiseri 2 593 invånare.

## Befolkningsutveckling
Antalet invånare i kommunen Ventiseri
Referens:INSEE